# Víctor Púa
Víctor Haroldo Púa Sosa, né le 31 mai 1956 à Paso de los Toros (Uruguay), est un footballeur uruguayen devenu entraîneur.

## Biographie
Défenseur ou milieu de terrain, il réalise l’essentiel de sa carrière professionnelle, qui débute en 1970, dans différents clubs uruguayens (Liverpool, Colón, Bella Vista, Defensor Sporting, Rampla Juniors, River Plate…). En 1982, il réalise un pige au Club Olimpia à Asuncion, au Paraguay, et joue en 1987-1988 en Argentine, au Club Deportivo Mandiyú (es) et au Club Sportivo Italiano. Il arrête sa carrière en 1989, au Cerrito.
L'année suivante, Púa s'initie au métier d'entraîneur au River Plate de Montevideo pendant trois saisons, avant d'intégrer la Fédération uruguayenne de football, comme sélectionneur de l’équipe d'Uruguay des moins de 17 ans et des moins de 20 ans, avec lesquelles il connaît avec un certain succès, notamment en atteignant la finale de la Coupe du monde de football des moins de 20 ans 1997. 
En 1997, il est nommé sélectionneur de l'Équipe d'Uruguay, dont il conserve la charge cinq ans, sauf en 2000-2001 où il devient l’adjoint de Daniel Passarella. Il dirige notamment la sélection lors des Copa América de 1999 et 2001, et la Coupe du monde 2002.
Après une très brève pige de deux matchs au CA Rosario Central, en Argentine, en 2004, Víctor Púa intègre la direction sportive du Peñarol à partir de 2007, pour s'occuper de la formation. Fin 2009, il assure un intérim de quelques mois à la tête de l’équipe première.